# Devour the Day
Devour the Day è un gruppo hard rock statunitense, fondato nel 2012 a Memphis, Tennessee da Joey "Chicago" Walser, ex membro degli Egypt Central.

## Storia del gruppo

### Gli inizi (2012)
Dopo più di un anno di inattività, il 3 dicembre 2012 John Falls e Jeff James annunciarono che non avrebbero continuato a lavorare con gli Egypt Central, portando, di fatto, il gruppo allo scioglimento. La fine degli Egypt Central e la fondazione dei Devour the Day vennero annunciate lo stesso giorno, con una lettera di Joey Chicago, pubblicata sulla pagina facebook degli Egypt Central.

### Time & Pressure(2013-presente)
Walser e Allison cominciarono subito a lavorare sull'album di debutto del gruppo, affiancati dal produttore Skidd Mills, per riuscire a pubblicare il lavoro nella primavera 2013.
Anteprime dei brani Blackout, Respect, Move On e You and Not Me vennero pubblicate sull canale YouTube del gruppo tra la fine del 2012 e l'inizio del 2013.
Time & Pressure venne pubblicato il 7 maggio 2013, con la Fat Lady Music, seguito il 2 aprile dal singolo Good Man.
Il 14 gennaio 2014, l'album venne ripubblicato, con un missaggio differente e con l'aggiunta dell'inedito Check Your Head e una versione acustica di Good Man.
Il 1º maggio 2015 il gruppo firma un contratto con l'etichetta discografica Razor & Tie.

## Formazione
- Blake Allison - voce, batteria, chitarra ritmica (2012-presente)
- Joey "Chicago" Walser - chitarra, basso, cori (2012-presente)

### Turnisti
- Ronnie Farris - batteria (2013-presente)
- David Hoffman - chitarra (2013-presente)
- Jeff James - chitarra (2013)
- Dustin Schoenhofer - batteria (2013)

## Discografia

### Album in studio
- 2013 – Time & Pressure
- 2016 – S.O.A.R

### Album live
- 2020 - Live in Lviv

### Singoli
- 2013 – Good Man
- 2013 – Move On